# Przysłup (678 m)
Przysłup (678 m n.p.m.) – przełęcz w Bieszczadach Zachodnich. Jest to szerokie i głęboko wcięte siodło leżące pomiędzy bocznym grzbietem odbiegającym z Jasła (odnoga pasma granicznego) a Krzemienną położoną w należącym do Pasma Łopiennika i Durnej masywie Falowej i Czereniny. Prowadzi przez nią droga wojewódzka nr 897 oraz tory Bieszczadzkiej Kolei Leśnej. W pobliżu znajdują się miejscowości Przysłup i Strzebowiska.